# Бартоломео Дијас
Бартоломео Дијас  (порт. Bartolomeu Dias; око 1450. — 29. мај 1500) је био португалски истраживач који је 1488. године опловио Рт добре наде. Био је први Европљанин који је то учинио.

## Експедиција око Рта добре наде
Пратио је Диога де Азамбују 1481. приликом експедиције у Златну обалу. Диас је био један од витезова на краљевском двору, надзорник краљевских складишта. Краљ Жоао II од Португалије поставио га је 10. октобра 1486. на чело експедиције са циљем да плове око јужног краја Африке са надом да ће наћи трговачки пут до Азије. Други значајан циљ путовања био је да се нађе земља легендарног хришћанског афричког краља познатог као Презвитер Џон.
Диас је најпре пловио до ушћа реке Конго, коју су годину дана пре тога открили Диого Као и Мартин Бехаим. После тога је пловио дуж афричке обале и ушао у Валвис беј. После 29 степени географске ширине није више видео обалу. Били су тринаест дана захваћени снажном олујом. Није ни знао кад је прошао јужније од Африке. После тога мирније време је омогућило да плове источно, па кад се није никако појавило копно, кренули су северно и искрцали су се 3. фебруара 1488. у заливу Мосел. Прошли су и Рт добре наде и Иглени рт, а да их нису видели. Настављајући источно пловио је до Велике рибље реке. Када је постало јасно да пловидбом на север неће моћи доћи до Индије одлучили су да се врате. Рт добре наде је открио при повратку маја 1488. Вратио се у Лисабон након 16 месеци и 17 дана путовања. Истражио је око 2.300 km дотада непознате афричке обале.
Бартоломео Дијас је 1497. пратио Васка да Гаму у Индију. Следио је да Гаму једним бродом до рта Верде. Пратио је и Педра Алвареса Кабрала на његовом путу на коме је открио Бразил 1500. Умро је крај Рта добре наде, када му је брод потонуо у олуји.

## Значај открића
У почетку је Рту добре наде дао име Рт олуја (Cabo das Tormentas), али касније је португалски краљ преименовао рт у Рт добре наде (Cabo da Boa Esperança), јер отвара наду за трговачки пут са Истоком. Откриће пролаза око Африке било је значајно јер су Европљани по први пут могли директно трговати са Индијом и осталим деловима Азије. Дотад је роба стизала преко Блиског истока и посредника.
Дошло је до узлета земаља, које су се налазиле на Атлантском океану, а долази до назадовања Блиског истока и медитеранских земаља. То откриће је на тај начин изменило историју следећих векова.